# Alfred Warnes
Alfred Warnes (* 19. August 1936 in Korneuburg; † 16. Dezember 2020 ebenda) war ein österreichischer Schriftsteller.

## Leben
Alfred Warnes begann im Alter von 16/17 Jahren zu schreiben und studierte später Jura. Er schlug hauptberuflich die Verwaltungslaufbahn ein und war von 1959 bis 1997 juristischer Mitarbeiter der Stadt Wien. Er lebte in Kaltenleutgeben in Niederösterreich.
1955 publizierte er erste Lyrik- und Prosatexte in der Zeitschrift neue wege, 1967 erschien der Gedichtband Die ungleichen Zähne, dem mehrere weitere Bücher mit Lyrik folgten. Der Literaturkritiker David Axmann bezeichnete die Lyrik Warnes’ einmal als „Aphorismen zur kritischen Lebensbetrachtung“.
Warnes war Vorsitzender des Österreichischen Schriftstellerverbandes und Herausgeber der Zeitschrift Literarisches Österreich. Er schrieb Lyrik, Prosa und Essays und veröffentlichte unter anderem in der Wiener Zeitung.

## Werke
- 1967 Die ungleichen Zähne
- 1973 Prosalesebuch
- 1982 Lieder der Nüchternheit
- 1989 Leutgebner Notizen, Lyrik
- 1998 Walmdach, Windwurf, Hundegebell, Lyrik, ISBN 3-901117-38-5
- 2006 Ausgewählte Gedichte
- 2007 Ortsfestes Hoch-Tief, Lyrik, Edition Thurnhof, Horn 2007, ISBN 3-900-678-86-3
- 2013 Ausgemustert, Lyrik,  Reihe Lyrik der Gegenwart, Band 33, Edition Art Science, Wien und St. Wolfgang 2013, ISBN 978-3-902864-23-9

## Auszeichnungen
- Buchprämie des Bundesministeriums für Unterricht und Kunst 1982
- Anerkennungspreis des Landes Niederösterreich für Literatur 1989